# 维蒙
维蒙（法語：Vimont，法語發音：[vimɔ̃] ⓘ）是法国卡尔瓦多斯省的一个市镇，属于卡昂区。

## 地理
维蒙（49°7'17"N, 0°11'55"W）面积8.96 平方千米，位于法国诺曼底大区卡爾瓦多斯省，该省份为法国西北部沿海省份，北濒大西洋英吉利海峡，东北与滨海塞纳省以海上边界相接，东临厄尔省，南至奧恩省，西与芒什省接壤。
与维蒙接壤的市镇（或旧市镇、城区）包括：阿尔让斯、巴讷维尔拉康帕涅、贝朗格勒维尔、埃米耶维尔、弗雷努维尔、让维尔、圣佩、穆尔特-希什博维尔。

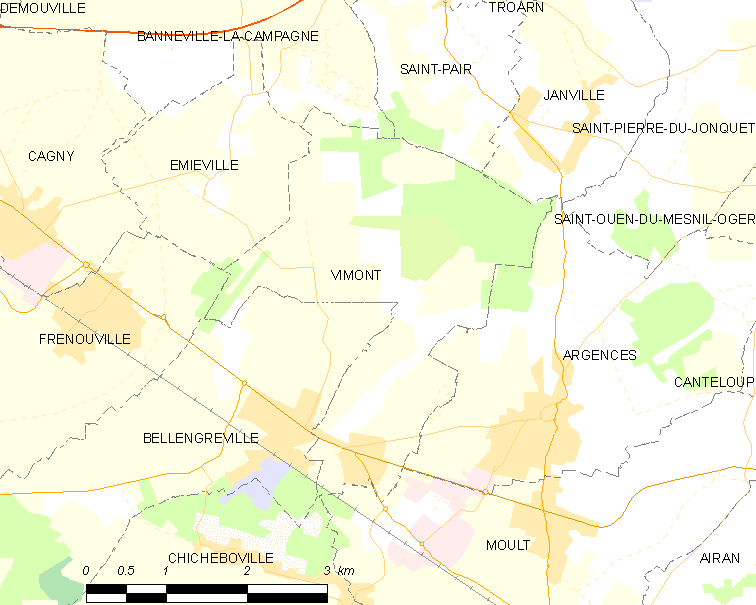
维蒙的OSM定位图

维蒙的时区为UTC+01:00、UTC+02:00（夏令时）。

## 行政
维蒙的邮政编码为14370，INSEE市镇编码为14761。

## 政治
维蒙所属的省级选区为特罗阿恩县。

## 人口

1962-2008年间维蒙人口变化图示

维蒙于2022年1月1日时的人口数量为884人。